# Шапшозеро
Ша́пшозеро (Шапшезеро) — озеро на юго-западе Нововилговского сельского поселения в Прионежском районе Республики Карелия.

## Общие сведения
В озере ловятся окунь, плотва, щука, ерш.
Из озера вытекает река Шапша. На берегу озера находится местечко Шапшезеро, в основном состоящее из домов садоводческих товариществ «Наука», «Шапшозеро» и других.

## История
20 августа 1942 г. два самолёта Ш-2 вылетели к партизанам в тыл финских войск. Сообщение о захвате финских офицеров партизанами оказалось ложным, результатом радиоигры финской разведки. Самолёты приземлились на озеро Шапшозеро (Šapšajärvi) и были захвачены финскими войсками. Летчики Павел Николаевич Андреев, Федор Мотуз (по другим данным Андрей Иванович Могут), Петр Алексеевич Чайкин (по другим данным — Чайка) и Петр Наумович Шульга погибли в перестрелке.

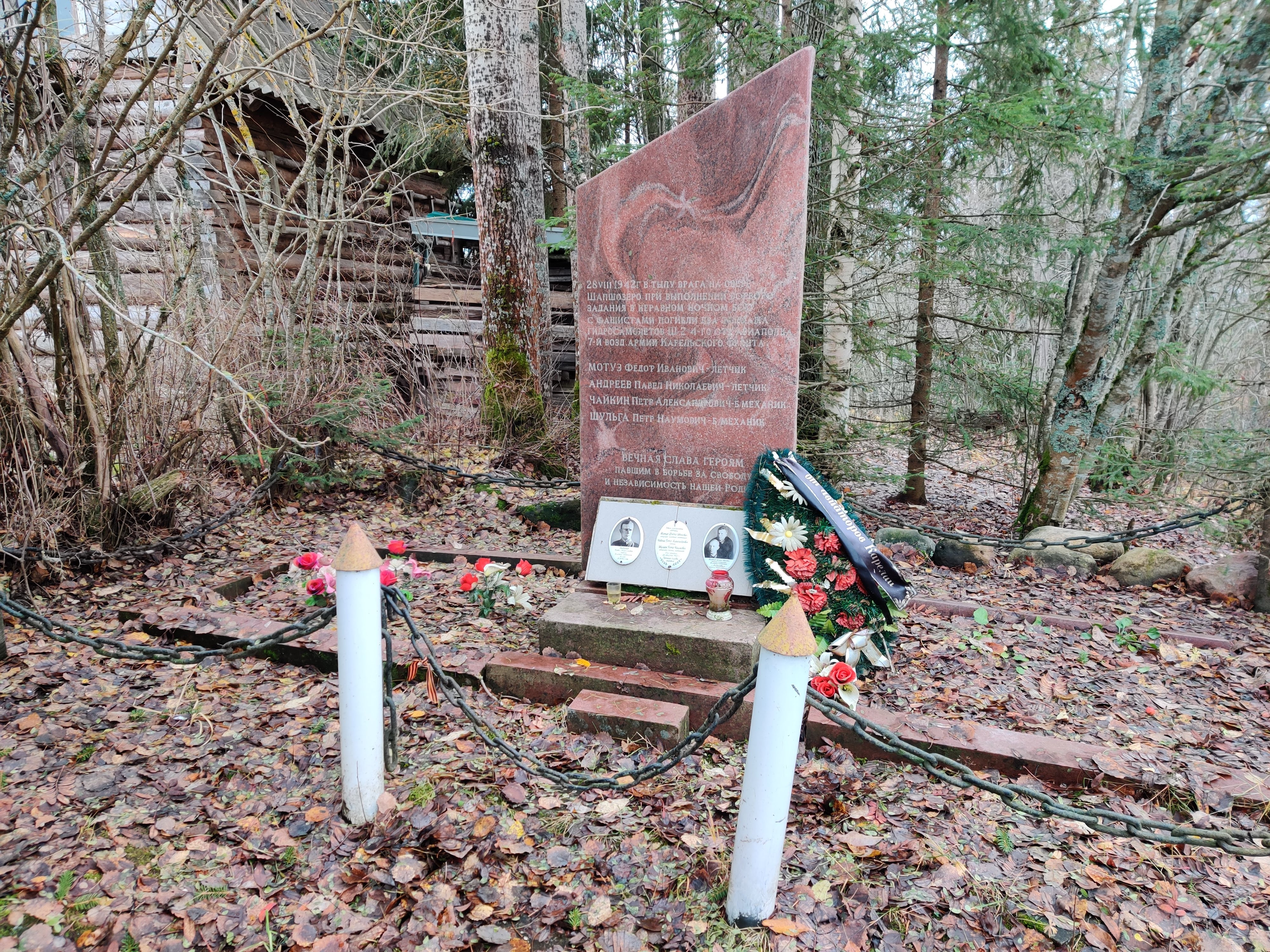
Памятник двум экипажам самолётов Ш-2, погибшим 28.08.1942 года на озере Шапшозеро

3 августа 1984 г. на берегу озера Шапшозера был открыт монумент лётчикам гидросамолётов Ш-2 транспортно-бомбардировочой эскадрильи, погибшим на этом озере в августе 1942 г.. С 1984 года проводился традиционный легкоатлетический пробег Петрозаводск-Шапшозеро, посвящённый памяти лётчиков.